# Mike Jones (Rapper)

Mike Jones, 2005

Michael „Mike“ Jones (* 6. Januar 1981 in Houston, Texas) ist ein US-amerikanischer Rapper.

## Biografie
Mike Jones begann im Jahre 2000 seine Rapperkarriere und stand im Jahre 2002 bei dem Label Swishahouse zusammen mit anderen Rapper wie Chamillionaire, Paul Wall und dem DJ Mike „5000“ Watts unter Vertrag.
Der Rapper wurde mit seinen ersten Songs dafür bekannt, auf sich selbst und seine Konzerte aufmerksam zu machen. In seinem ersten Album Who Is Mike Jones? wiederholt er in einigen Songs etliche Male seinen Namen mit den Sätzen Mike Jones!!, Who!, Mike Jones!!, Who!, gibt seine Telefonnummer an und gibt Auskunft über seine nächsten Konzerttermine. Mit diesem Album, das am 19. April 2005 veröffentlicht wurde, erreichte er vor allem in den USA eine große Bekanntheit und belegt Platz drei der Billboard-Albumcharts 2005.
Nach dem Erfolg des Albums veröffentlichte Mike Jones noch mehrere Singles, von denen Back Then und Still Tippin’ die höchsten Chartplatzierungen erreichten. Im Jahre 2009 erschien sein zweites Album, das den Titel The Voice trägt. Trotz mehrfacher Verschiebungen und etlichen ausgekoppelten Singles, welche keinen großen Erfolg hatten, verkaufte sich das Album nur 25.000-mal in der ersten Woche, was allerdings für Platz 12 in den Charts reichte.

## Diskografie

### Alben
- 2003: 1st Round Draft Picks (mit Magno)
- 2005: Who Is Mike Jones?
- 2005: Who Is Mike Jones? (Screwed & Chopped)
- 2007: The American Dream
- 2008: Runnin tha Game
- 2009: The Voice

### Mixtapes
- 2002: Ballin’ Underground
- 2004: King of the Streets
- 2007: My 64
- 2007: Running 4 President 2K8